# Cartea întâi a Regilor
Cartea întâi a Regilor (abreviat 1 Regi sau 1 Împărați) este o carte din Vechiul Testament. Cartea Regilor (1 și 2 Regi) (ebraică: Sepher M'lakhim, ספר מלכים) este formată din două cărți, care inițial formau o singură carte. Ea prezintă o istorie narativă a regatelor antice Israel și Iuda de la moartea lui David până la eliberarea succesorului său Ioiachin dintr-o închisoare din Babilon, de-a lungul unei perioade de 400 de ani (cca.960 - 560 î.Hr.). Încheie o serie de cărți istorice de la Iosua, Judecători și Regi 1 și 2 (Samuel 1 și 2), obiectivul general fiind acela de a oferi o explicație teologică pentru distrugerea regatului evreiesc de către Babilon în 586 î.Hr. și baza pentru întoarcerea acestora din exil.

## Rezumat

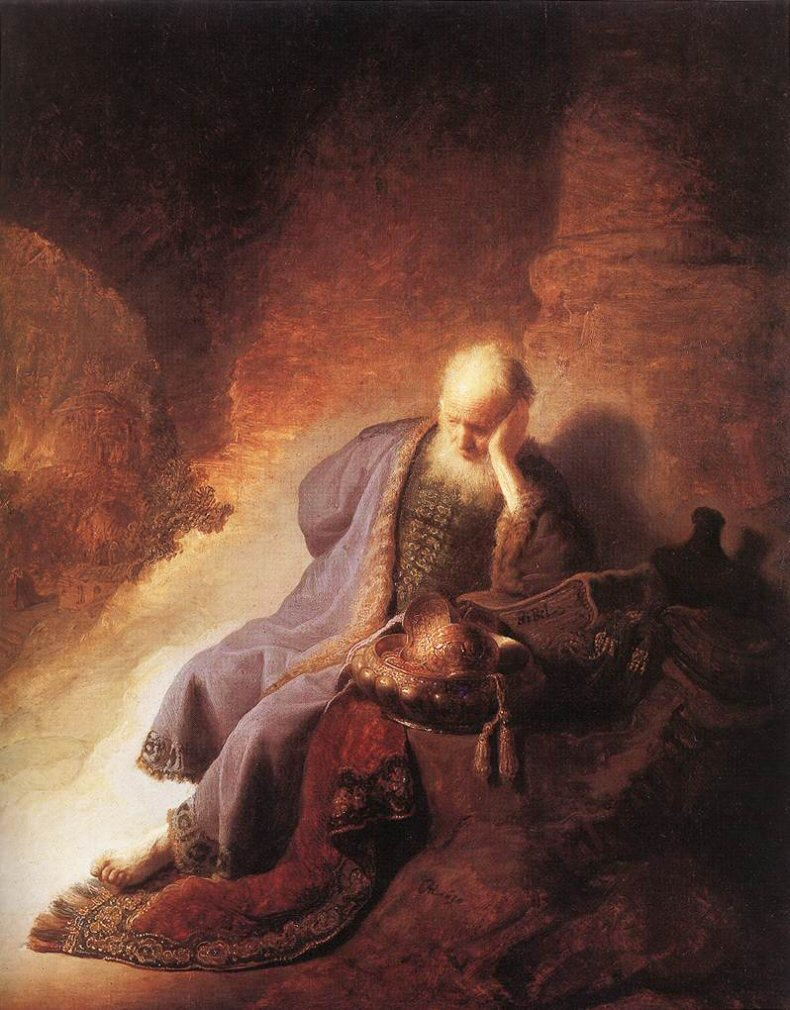
Rembrandt, Ieremia plângând din cauza distrugerii Ierusalimului, c. 1630

### Domnia lui Solomon

#### Dreptatea lui Solomon
Solomon îl pedepsește cu moartea, potrivit legii, pe uzurpatorul tronului care recidivează, Adonia, pe ucigașul Ioab (care vărsase sânge fără temei, omorând pe Abner, căpetenia oștirii lui Israel și pe Amasa, căpetenia oștirii lui Iuda, în timp de pace) și pe Șimei, care rostise mari blesteme împotriva lui David (infracțiune pentru care era prevăzută pedeapsa cu moartea) și care nesocotește jurământul făcut de el Domnului și porunca lui Solomon de a nu părăsi cetatea.

#### Darurile lui Solomon
Cartea întâi a Regilor începe cu evocarea domniei faimoase, tihnite și prospere, de 40 de ani, a lui Solomon (ce se tâlcuiește ,,pace’’), care, cerând de la Dumnezeu înțelepciune pentru a-și conduce poporul, primește ,,o minte înțeleaptă și pricepută” cum n-a avut nimeni înainte de el, și cum nu va avea nimeni după el (3.10-12).  
Solomon rostește trei mii de pilde, care alcătuiesc cea mai mare parte a cărții Pildele lui Solomon (Proverbele lui Solomon) și a alcătuit o mie cinci cântări (4.32), a vorbit despre copaci, de la cedrul de Liban până la isopul ce crește pe zid, despre dobitoace, despre păsări, despre târâtoare și despre pești (4.33), fiindcă Dumnezeu îi dăduse, alături de înțelepciune și pricepere, și „cunoștințe multe ca nisipul mării” (4.29). Faima înțelepciunii sale devenise așa de mare încât veneau oameni din toate colțurile lumii (10.24-25), inclusiv cei trimiși de împărații pământului (4.34) ca să audă înțelepciunea pe care o pusese Dumnezeu în inima lui. El rezolvă magistral încurcata problemă a celor două prostituate.
Pe deasupra, Dumnezeu îi dă și ceea ce n-a cerut, adică îi dăruiește bogății și slavă, așa încât în timpul vieții lui nu va mai fi niciun împărat ca el. Dumnezeu îi mai promite că, dacă va păzi poruncile Domnului, îi va lungi și zilele (3.13). În privința slavei, locuitorii Israelului și Iudei ,,care mâncau, beau și se veseleau” ajunseseră ca ,,nisipul de pe țărmul mării” iar Solomon stăpânea peste toți împărații de dincoace de Râu, care îi aduceau daruri și i-au fost supuși  tot timpul vieții lui.

#### Zidirea Templului
Fiindcă Domnul i-a dat odihnă din toate părțile, el neavând nici potrivnic, nici nenorociri(5.4), Solomon zidește o casă Numelui Domnului. precum l-a anunțat însuși Dumnezeu pe David (5.4, 2Sam 7.13) și o face în al 480-lea an de la ieșirea copiilor lui Israel din țara Egiptului, în al patrulea an al domniei lui peste Israel, în luna a doua. Templul a fost construit în 7 ani, isprăvit în anul al 11-lea, în a opta lună. (6.1,37,38).

#### Păcatul lui Solomon
Deși Solomon, ,,omul odihnei’’ ,, iubea pe Domnul și se ținea de obiceiurile tatălui său, David, el se lasă ,,târât de iubire’ și se ,,alipește’’ de unele neamuri interzise de Dumnezeu împăraților Israelului, având de neveste, în afară de fata lui Faraon (probabil faraonul Siamon, dinastia a XXI-a), 700 de crăiese împărătești (moabite, amonite, edomite, sidoniene și hetite) și 300 de țiitoare. La bătrânețe, nevestele iubite ,,i-au abătut inima’’ și  ,,i-au plecat inima spre dumnezei străini" astfel că nu a mai  rămas ,,cu totul a lui Dumnezeu, cum fusese inima tatălui său David’’, așa cum prevăzuse Domnul că se va întâmpla cu acei împărați care se vor încuscri cu vreunul din cele 7 popoare mai puternice decât Israelul. Dumnezeu îl pedepsește pe Solomon cu ruperea împărăției de la el din mâna fiului său, Roboam, și oferirea a 10 seminții slujitorului său, Ieroboam I, cu lăsarea unei seminții fiului său (11.11-13). Dumnezeu îi mai ridică și doi vrăjmași pe Hadad, Edomitul(11.14-22) și pe Rezon, fiul lui Eliada, împărat al Siriei(11.23-25)

### Succesorii
Cartea continuă cu evocarea domniilor succesorilor săi, în general nelegiuiți și idolatri (Israel-Ieroboam I, Nadab, Baeșa, Ela, Zimri, Omri, Ahab și Ahazia; Iuda- Roboam, Abia; cei mai răi dintre ei fiind Ahab și apoi Omri-16.25,30) cu câteva excepții notabile (Iuda-Asa și fiul său, Iosafat). 

#### Ilie în luptă cu Ahab și Izabela
Ultima parte a cărții aduce în prim-plan pe proorocul Ilie, făcător de minuni (învie fiul unei văduve, face ca untdelemnul și făina acesteia să nu se împuțineze), aducător și opritor de ploaie și conflictul său cu idolatrul împărat Ahab, care a făcut „ce este rău mai mult decât toți cei ce fuseseră înaintea lui”. Ilie îl lămurește pe idolatrul Ahab, în fața întregului popor, că Dumnezeul lui Israel este adevăratul Dumnezeu și poporul se întoarce la adevărata credință. Ahab se face ucigaș și hoț pentru o vie (consimțind la o judecată mârșavă, cu martori mincinoși, pusă la cale de Izabela, soția sa, judecată în urma căreia Nabot, proprietarul viei, este condamnat la moarte pentru blasfemie; iar via pe care acesta nu voia s-o vândă pentru că era moștenire de familie revine împăratului). Astfel acuzat de Ilie, Ahab se smerește înaintea lui Dumnezeu: își rupe hainele, își pune un sac pe trup, în care doarme, postește, și în care merge încet în timpul zilei. Dumnezeu ține cont de smerirea lui Ahab și îi spune că nenorocirea va cădea peste regatul său nu în timpul vieții sale, ci în timpul vieții fiului său.